# Picus
Pour le personnage mythologique, voir Picus (mythologie).
Genre
Le genre Picus regroupe 13 espèces d'oiseaux appartenant à la famille des Picidae.

## Liste des espèces
D'après la classification de référence (version 14.1, 2024) du Congrès ornithologique international (ordre phylogénique) :
- Picus chlorolophus – Pic à huppe jaune
- Picus puniceus – Pic grenadin
- Picus viridanus – Pic verdâtre
- Picus vittatus – Pic médiastin
- Picus xanthopygaeus – Pic striolé
- Picus squamatus – Pic écaillé
- Picus awokera – Pic awokéra
- Picus viridis – Pic vert
- Picus sharpei – Pic de Sharpe
- Picus vaillantii – Pic de Levaillant
- Picus rabieri – Pic de Rabier
- Picus erythropygius – Pic à tête noire
- Picus canus – Pic cendré
- Picus dedemi – Pic de Dedem